# Tuparezetes philodendrus
Tuparezetes philodendrus är en kvalsterart som beskrevs av Joyce Lance Spain 1969. Tuparezetes philodendrus ingår i släktet Tuparezetes och familjen Tuparezetidae. Inga underarter finns listade i Catalogue of Life.